# 1668 Hanna
1668 Hanna è un asteroide della fascia principale. Scoperto nel 1933, presenta un'orbita caratterizzata da un semiasse maggiore pari a 2,8053141 UA e da un'eccentricità di 0,2156607, inclinata di 4,72908° rispetto all'eclittica.
L'asteroide è dedicato a Hanna Reinmuth, nuora dello scopritore.